# Robert Terry Chesser
Robert Terry Chesser (* 26. August 1960 in Atlanta, Georgia), häufig R. Terry Chesser, ist ein US-amerikanischer Ornithologe am United States Geological Survey (USGS) und an der Smithsonian Institution.

## Leben
Chesser ist der Sohn von Robert „Don“ und JoAnne Chesser, geborene Suber. Nach seinem Abschluss an der katholischen Marist High School in Atlanta absolvierte Robert Terry Chesser zwei Jahre das Davidson College in Davidson, North Carolina, bevor er nach Atlanta zurückkehrte. Im Juni 1982 erlangte er den Bachelor of Arts in Politikwissenschaft an der Georgia State University. Nach seinem Abschluss arbeitete er mehrere Jahre an der Atlanta Builders’ Exchange. Durch einen Kurs in der Erwachsenenbildung, der von Joe Greenberg an der Emory University unterrichtet wurde, entwickelte er ein Interesse an der Ornithologie und beschloss nach einigen Jahren, ein Doktoratsstudium in Zoologie zu absolvieren. Im Januar 1988 heiratete er Susan Griffin und im August 1989 erfolgte der Umzug nach Baton Rouge. 1995 wurde er unter der Leitung von James V. Remsen mit der Dissertation Biogeographic, Ecological, and Evolutionary Aspects of South American Austral Migration, with Special Reference to the Family Tyrannidae an der Louisiana State University zum Ph.D. promoviert. Von 1995 bis 1997 forschte er mit einem Chapman-Postdoc-Stipendium am American Museum of Natural History in New York City. Von 2002 bis 2004 war er für die Betreuung der Australian National Wildlife Collection der Commonwealth Scientific and Industrial Research Organisation (CSIRO) verantwortlich. Seit 2005 ist er als Kurator an der Vogelabteilung des National Museum of Natural History der Smithsonian Institution und als Zoologe am United States Geological Survey tätig.
Chessers Forschung konzentriert sich auf die Vogelsystematik, die Evolution und die Biogeographie. Zu seinen Schwerpunkten gehören die Systematik und Evolution der Töpfervögel (Furnariidae) und anderer Schreivögel, die südamerikanische Biogeographie, insbesondere der Anden- und Amazonasregionen, die Biogeographie und Ökologie der südamerikanischen Zugvögel, die Koevolution der Taubentribus Phabini und ihrer Federläuse, die Systematik und Biogeographie der Laufhühnchen (Turnicidae), die Phylogeographie und Wanderungsmuster australischer Wasservögel sowie die Systematik und Biogeographie einer Vielzahl anderer australischer und australasischer Vogel- und Säugetiergruppen.
Seit 2007 ist Chesser neben James V. Remsen, Douglas F. Stotz und Irby Lovette Mitherausgeber der Ergänzungsausgaben zur Check-List of North American Birds der American Ornithological Society (bis 2016 American Ornithologists’ Union).
Chesser war an den Erstbeschreibungen der Gattungen Certhiasomus, Geocerthia, Pseudasthenes, Tarphonomus, Drymotoxeres, und Isleria beteiligt. 2016 führte er den Ersatznamen Asthenes wyatti phelpsi für eine Unterart des Strichelrückencanasteros ein, da der 1977 von William Henry Phelps, Jr. eingeführte wissenschaftliche Name Asthenes wyatti perijanus durch eine Zusammenfügung der Gattungen Schizoeaca und Asthenes nicht mehr verfügbar war. In derselben Publikation beschrieb Phelps junior den Perija-Distelschwanz (Schizoeaca perijana, heute Asthenes perijana). Da der Artengruppenname Schizoeaca perijana Vorrang vor dem Namen Asthenes wyatti perijanus hatte, ist dieser gemäß Artikel 24.1 und 57.7 der Internationalen Regeln für die Zoologische Nomenklatur  zu einem sekundären Junior-Homonym geworden.

## Dedikationsnamen
2006 wurde die Federlaus Myrsidea chesseri aus Ghana, die im Gefieder des Gelbkehl-Haarbülbüls (Criniger barbatus) parasitiert, nach Robert Terry Chesser benannt.